# Mina Mari
El Mina Mari fue un barco carbonero que se dedicaba al transporte de granel, trigo, carbón y sal por el mar Cantábrico. Su eslora era de 44,2 m, la manga de 8,25 m y el puntal 3,4 m. Era propulsado por una máquina alternativa triple de 150 CV, llegando a alcanzar los 10 nudos. Podía transportar hasta 200 t de mercancías, con un desplazamiento de 540 t.
Fue construido en 1948 en los astilleros G. Riera, en Gijón, perteneció al armador Nicanor Noval Hevia, y fue matriculado como «Santander 114».
Se hundió frente a la costa de Harribolas al este de Machichaco el 13 de febrero de 1961, tras chocar contra una laja del fondo debido a la mala mar y escasa visibilidad por la niebla. 
En 1972 se intentó reflotar, pero durante la maniobra el casco del barco se partió en dos y volvió a hundirse, ya definitivamente en su actual posición sobre un banco de arena, un poco más al Sur de su hundimiento original.

## Inmersión
Actualmente el Mina Mari descansa sobre un banco de arena a unas 3 millas de Bermeo frente a la costa oriental del cabo Machichaco, a una profundidad de entre 35 y 40 m según las mareas. La proa mira hacia Poniente, mientras que la popa está casi erguida y se levanta hasta unos 28 m de profundidad.
Su ubicación exacta estuvo señalada con una gran boya blanca atada al barco con una cuerda a escasos metros de profundidad.
Dado que el barco yace sobre un arenal, es un verdadero oasis de vida marina en medio de un desierto. Los amasijos del casco y sus cuadernas crean escondrijos perfectos para numerosos peces, especialmente congrios y morenas, también buscan refugio pulpos, bogavantes y langostas.
Alrededor del barco nadan otras especies, sobre todo las fanecas, que son tan abundantes que también es conocido el pecio como «fanequero». Se pueden ver también abadejos, espáridos, peces de San Pedro e incluso peces luna de gran tamaño.
Dada la profundidad del barco es preferible realizar la inmersión durante la bajamar, además para poder ver el barco al completo es preferible programar dos inmersiones o emplear el nitrox.